# Стивен Адемолу
Стивен Адемолу (енгл. Stephen Ademolu; Виндзор, 20. новембар 1982) је канадски фудбалер који игра на позицији нападача.

## Играчка каријера
Адемолу је у САД играо за колеџ екипе Универзитета у Северној Каролини и Универзитета Кливленд Стејт где је паралелно завршавао студије психологије.
Након завршетка студија, одлази у Шведску и потписује за Трелеборг 2004. године.
Од 2005. до 2008. године, Адемолу је играо за норвешки Тромсе, клуб у коме је дошао 2005. из шведског Трелеборга. Пре почетак сезоне 2007, Адемолу се огласио у медијима и изразио жељу да напусти Тромсе. Главном тренеру Штајнару Нилсену се то није допало, па је Адемолуу дао јавну опомену.
Адемолу је заправо нападач, али у Тромсеу се мучио да игра на својој омиљеној позицији, пошто су имали два класна нападача у Мортену Молдскреду и Сигурду Рашфелду. Адемолу је био под уговором до сезоне 2008, али Тромсе није желео да га искористи. Изостављен је са припрема на Канарским острвима и Ла Манги већ пре сезоне 2008. па је потписао за Лов-Хам непосредно пре затварања прелазног рока.
Адемолуов уговор са Лов-Хамом истекао је 15. новембра 2008. У јануару 2009. добио је нешто више од недељу дана пробног времена са Екранасом, а затим је потписао двогодишњи уговор са клубом. Прилика да игра у квалификацијама за Лигу шампиона била је важан фактор за избор.

## Новинарска каријера
Сарадник је Урбаног књижевног круга и Ред нејшен онлајн (енгл. RedNation Online) где пише спортске колумне на енглеском језику.